# Mårbacka
Mårbacka er en herregård i Östra Ämtervik, Sunne kommune, Värmland i Sverige. Forfatteren Selma Lagerlöf blev født og voksede op på gården.
Den nuværende hovedbygning blev opført i 1793, og blev ombygget 1921-1923 efter tegninger af arkitekt Isak Gustaf Clason.
Fra omkring 1720 var gården ejet af kapellan Olof Morell. Den gik siden i arv til to af hans efterfølgere i embedet. I 1801 arvede familien Lagerlöfs gården. Gården forlod slægten i 1885 og vendte tilbage i 1910, hvor Selma Lagerlöf fik mulighed for at købe gården med hjælp fra den prissum hun fik med Nobelprisen i litteratur i 1909. Da hun nogle år senere lod gården ombygge, var der dog ikke meget af hendes barndomshjems oprindelige udseende tilbage.
Mårbacka er bevaret som et museum, da Lagerlöfs testamente foreskrev at gården skulle bevares og åbnes for publikum, som den så ud ved hendes død. På gården er der en have, café og boghandel med forbindelse til forfatteren.